# Olivier de Serres
Olivier de Serres (1539-1619) va ser un científic francès un dels primers a estudiar de manera científica les tècniques agrícoles i de tractar de millorar-les de manera experimental. Des d'aquest punt de vista se'l pot considerar el pare de l'agronomia.
Va néixer a Vilanòva de Berg al Vivarès (actualment departament de l'Ardèche), fill d'una família hugonot rica que permeté que rebés una bona educació completada amb viatges per França, Itàlia, Alemanya i Suïssa.
Practicà experiments als jardins botànics de Saint-Germain-en-Laye, de Fontainebleau, de les Teuleries i de Blois.
Va introduir entre altres plantes la dacsa i la indústria de la seda amb plantacions de moreres (a França) i va ser dels primers a extreure sucre de la remolatxa però sense que aquest procés arribés a ser rendible.

## Obra

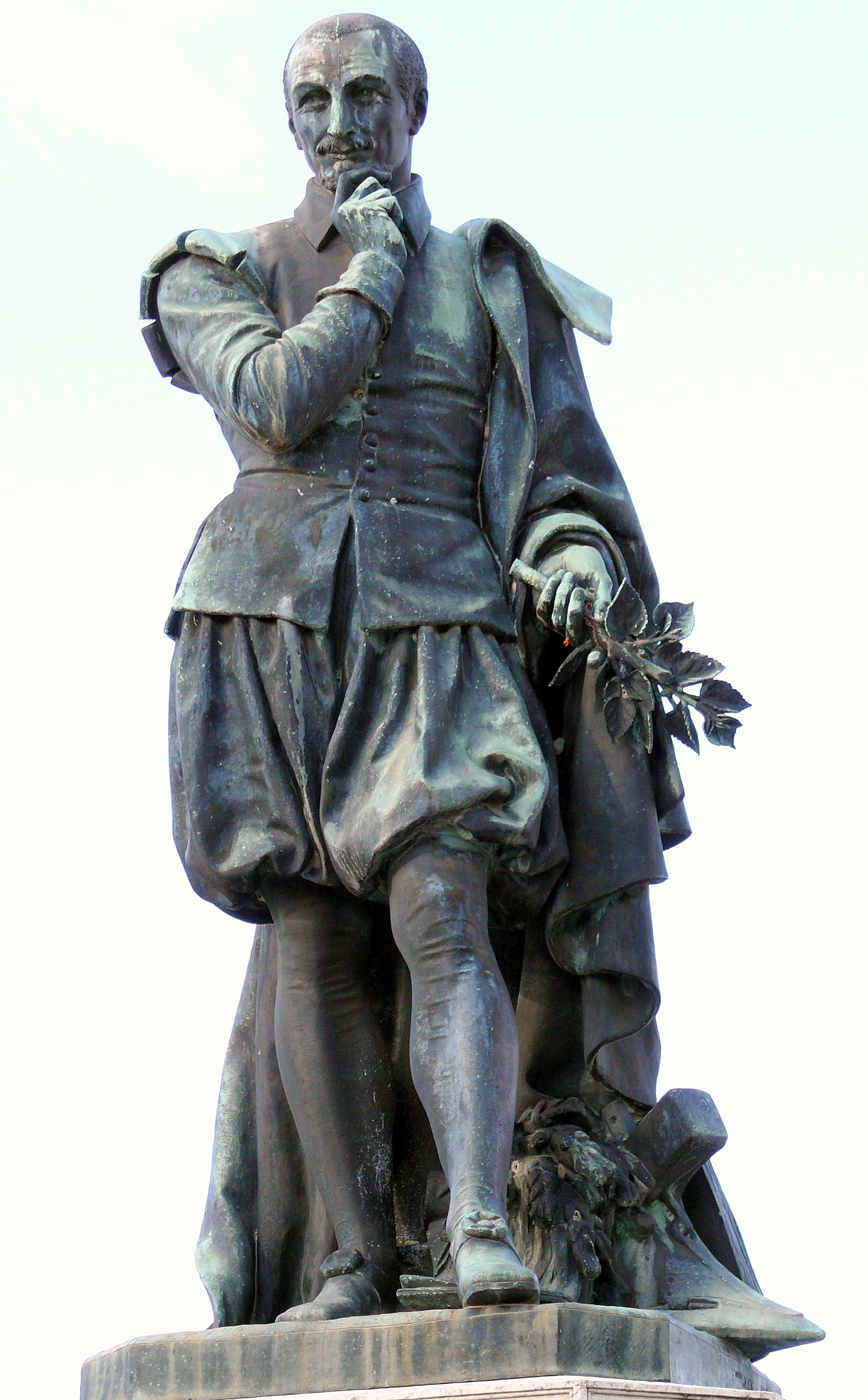
Estàtua d'Olivier de Serres a Villeneuve-de-Berg

- Le théâtre d'agriculture et mesnage des champs (Paris 1600 : Jamet Mettayer),[1]